# جوزيف روز (صحفي)
جوزيف روز (بالإنجليزية: Joseph Rose)‏ هو صحفي أمريكي، ولد في 6 مايو 1969.